# Delias geraldina
Delias geraldina é uma borboleta da família Pieridae. Foi descrita por Henley Grose-Smith em 1894. Pode ser encontrada no reino australásio, onde é endémico da Nova Guiné.

## Subespécies
- D. g. geraldina (Central Highlands, Papua Nova Guiné)
- D. g. emilia Rothschild & Jordan, 1904 Rio Oetakwa, Irian Jaya
- D. g. masakoae Nakano, 1998 (Bintang, Kec Okbibab, Irian Jaya)
- D. g. em Yagishita , 2003 (Fakfak, Irian Jaya)
- D. g. siderea Roepke, 1955 (Wamena, Irian Jaya)
- D. g. vaneechoudi Roepke, 1955 (Montanhas Weyland e Paniai, Irian Jaya)
- D. g. vogelcopensis Yagishita, 1993 (Montanhas Arfak e Wandammen, Irian Jaya)